# أل لويس (مغني)
أل لويس (بالإنجليزية: Al Lewis)‏ هو مغني وكاتب أغاني بريطاني، ولد في 1984 في فوسهلي ‏ في المملكة المتحدة.

## وصلات خارجية
- اليامي لويس على موقع ميوزك برينز (الإنجليزية)
- اليامي لويس على موقع ميوزك برينز (الإنجليزية)
- اليامي لويس على موقع ديسكوغز (الإنجليزية)